# Гордиенко, Николай Семёнович
Никола́й Семёнович Гордие́нко (25 января 1929, с. Андреевка, Кегичёвский район, Полтавский округ, УССР, СССР — 10 ноября 2011, Санкт-Петербург, Россия) — советский и российский религиовед. Доктор философских наук, профессор. Почётный профессор кафедры религиоведения РГПУ им. А. И. Герцена. Известен в первую очередь как специалист по истории русского православия, автор учебников по научному атеизму и материалов для пропагандистов атеизма, изданных в СССР. Опубликовал значительное количество работ по проблемам философии, этики, свободомыслия и религиоведения.

## Биография
Родился 25 января 1929 г. в селе Андреевка Кегичёвского района Полтавского округа в крестьянской семье. В 1932 году семья перебралась на Донбасс. В годы Великой Отечественной войны 1941-45 гг. воспитывался в детских домах Дербента, Ташкента, Алма-Аты и Чкалова (Оренбурга).
В 1948 году окончил среднюю школу г. Дружковки и поступил на философский факультет Ленинградского государственного университета, который окончил в 1953 г. по специальности «преподаватель диалектического и исторического материализма».
По окончании университета в 1953—1957 гг. работал в ленинградской средней школе учителем.
В 1957—1967 годах преподавал в Ленинградском санитарно-гигиеническом медицинском институте.
В 1956 году защитил кандидатскую диссертацию по философии «Философские и логические взгляды А. И. Галича».
В 1970 году защитил докторскую диссертацию по философии «Идеология современного православия»
С 1967 году преподавал в РГПУ им. А.И. Герцена на кафедре религиоведения (заведующий кафедрой научного атеизма, этики и эстетики при Ленинградском педагогическом институте им. Герцена). С 1997 года там же в звании почётного профессора.
Председатель университетского Совета по направлению «Человек, среда, общество» (с 1972 года).
Руководитель научно-педагогической школы «Роль религии в современном обществе» в Ленинградском государственном университете им. А. С. Пушкина.
Член редакционного совета серии «Философия» научного журнала «Вестник Ленинградского государственного университета имени А. С. Пушкина».
Почётный председатель Научно-методического совета по религиоведению Санкт-Петербургской городской и Ленинградской областной организаций общества «Знание» Российской Федерации, председатель секции религиоведения.
Ведущий научный сотрудник Государственного музея истории религии.
Председатель Санкт-Петербургского городского отделения Российского объединения исследователей религии.
Действительный член Международной академии информатизации (1996).
Член трёх докторских диссертационных советов.
Основная тематика научных исследований: пропаганда атеизма; история русского православия; проблемы философии, этики, свободомыслия и религиоведения. Опубликовано около 300 научных работ.

## Награды
- Благодарность Законодательного Собрания Санкт-Петербурга от 24 апреля 2002 года за существенный вклад в дело развития просвещения[12].

## Общественная деятельность
- В 2004 году выступал в качестве эксперта-религиоведа во время судебного слушания в Головинском районном суде Северного АО г. Москвы по делу организации свидетели Иеговы[13]
- В ЦГПБ им. В. В. Маяковского 2 декабря 2004 г. при поддержке Российского гуманистического общества прочитал лекцию «Взаимоотношения церкви и государства в современной России: теория и практика». О светском характере российского государства. Нормы Конституции РФ и их реализация. Проблемы конфессиональных отношений[14].
- Выступил с докладом о деятельности кафедры религиоведения РГПУ им. А. И. Герцена на проходившей в 21-22 февраля 2005 г. II международной научной конференции, посвящённой проблемам взаимоотношений государства и религиозных объединений в странах Северо-Западной Европы[15]
- Принял участие в устроенном 15 марта 2006 г. московской организацией саентологов[16] круглом столе «Влияние религии в современном обществе», где рассказал о своей второй поездке в Великобританию на межрелигиозный конгресс. На этом конгрессе представители религиозных конфессий отметили деятельность Л. Рона Хаббарда, как величайшего гуманиста. Гордиенко вручил представителю Саентологической организации Москвы благодарность Рону Хаббарду в связи с 95-летием со дня рождения последнего[17].
- Выступил с докладом о Православии и РПЦ на проходившей 16-17 апреля 2007 г. IV международной конференция «Религиозная ситуация на северо-западе России и в странах Балтии: традиции и современность»Религия и гражданское общество[18]
- Выступил с докладом 4 июля 2008 года на проходившей в Санкт-Петербурге, под эгидой Международной ассоциацией религиозной свободы, Международной научно-практической конференции «Реализация Всеобщей Декларации прав человека в России», посвящённой 60-летию принятия Всеобщей Декларации прав человека[6][19]
- Принял участие в проходившей 12 февраля 2009 г. в Арт-гостиной при Союзе Художников Санкт-Петербурга выставке «Фотоописание жизни и работ Л.Рона Хаббарда». По поводу выставки сказал, что «Я имел возможность побывать в том месте, где жил и работал Рон Хаббард в Сент-Хилле, в Англии, и убедиться в том, как много людей посещают это место, приобщаются к его гуманистическим идеям и образу жизни. И поэтому крайне желательно, чтобы как можно больше людей знакомились с его идеями и использовали их в своей жизни и деятельности»[20].
- Принял участие в открытие межконфессионального фестиваля «Свет Рождества» проходившего 9 января 2009 г. при поддержке научно-методического отдела по религиоведению общества «Знание» Санкт-Петербурга и Ленинградской области в помещении Новоапостольской церкви[21].
  - В приветственной речи он сказал:

«Я рад, что не только разногласия существуют в христианской среде, но когда люди с разными оттенками одной и той же веры осознают свою общность, происходит единение, сплочение. Сегодняшнее мероприятие как раз это и демонстрирует, демонстрирует силу души, которая особенно нужна в условиях разъединенного, современного мира. Любые проявления солидарности и сплоченности стабилизирует нашу жизнь и общество. Поздравляю с Рождеством и желаю, чтобы такие мероприятия проходили как можно чаще».— СОСТОЯЛСЯ МЕЖКОНФЕССИОНАЛЬНЫЙ ФЕСТИВАЛЬ «СВЕТ РОЖДЕСТВА»
- Принял участие в VIII международной научно-практической конференции «Россия XXI века: свобода совести, религии и церкви», где совместно с М. И. Одинцовым презентовал седьмое издание сборника РОИР «Свобода совести в России: современный и исторический аспекты». По поводу издания Н. С. Гордиенко заявил:

«заложенная традиция успешно продолжается. Существует уверенность, что этот сборник, отнюдь, не последний в серии. И, наверняка, он инициирует приобщение к этому виду деятельности нового поколения религиоведов»— Новый сборник Объединения исследователей религии, посвященный свободе совести, вышел в свет
.
- Выступил с докладом «Философское осмысление свободы совести и способов её реализации в современной России» на проходившей 25-26 сентября 2009 года в Санкт-Петербурге Научно-практической конференция с международным участием «Свобода совести и вероисповедания: правовые аспекты»[22].
- Принял участие в форуме, посвящённом 100-летию принятия Высочайшего указа Правительствующему Сенату от 17 апреля 1905 года «Об укреплении начал веротерпимости»[23]

## Оценки деятельности
- Адвокат А. В. Пчелинцев (Славянский правовой центр) считает, что Н. С. Гордиенко является «учёным с большой буквы», к деятельности которого он относится с глубоким уважением[24].
- По мнению президента общероссийской Общественной организации «Объединение исследователей религии», доктора исторических наук, профессора М. И. Одинцова, «Его труды давно стали классикой отечественного религиоведения и на них выросло не одно поколение учёных-религиоведов»[25].
- По мнению историка Н. А. Кривовой, работы Н. С. Гордиенко являются ярким образцом исследований советских «философов-атеистов», в которых характер государственно-церковных отношений и история православной церкви были грубо искажены, поскольку эти исследования велись без взаимосвязи с другими учёными, без опоры на архивные источники, без использования нового фактического материала[26].
- А. Л. Дворкин характеризует Н. С. Гордиенко как «сектозащитника», происходящего, по его мнению, из «профессиональных „антирелигиозников“ — пропагандистов „научного“ атеизма»[27].
- По заявлению «Ассоциации защиты семей и лиц от негативных информационно-психологических воздействий», Н. С. Гордиенко обвиняется в фактическом «служении культам», так как, по словам авторов заявления, Н. С. Гордиенко устраивает на ежемесячных заседаниях Гуманитарного Центра общества «Знание» презентации «прогрессивных» учений сект и пресс-конференции в защиту сект[28].
- Кандидат философских наук религиовед Р. В. Шилишпанов считает, что работы Н. С. Гордиенко стремятся показать с позитивной стороны деятельность российских свидетелей Иеговы без какой-либо критической оценки[29].
- Кандидат философских наук религиовед Д. В. Горюнов считает, что в монографии Н. С. Гордиенко о свидетелях Иеговы представлен описательный очерк отдельных вероучительных положений организации свидетелей Иеговы, но их философско-религиоведческое рассмотрение в книге практически отсутствует[30].
- Доктор исторических наук Сергей Фирсов, рассматривая описание личности и деятельности Патриарха Тихона в работах Н. С. Гордиенко, отмечает, что в целом он повторяет выводы советской пропаганды ещё 1920-х годов, но «прежние характеристики Патриарха Тихона были даны без той грубости, какой отличались работы ранних безбожников. Да, Н. С. Гордиенко писал о «контрреволюционерах в рясах». <…> Но он не клеймил, а констатировал. Для советского исследователя, идеологически воспитанного в 1950-е годы, и это можно считать достижением»[31]

## Публикации
статьи
- Вопросы борьбы с теизмом в «Истории философских систем» А. И. Галича // Ежегодник Музея истории религии и атеизма. — М.; Л., 1960. — [Сб.] 4. — С. 239—247. — (Из истории антирелигиозных и антицерковных выступлений в России).
- Либерально-обновленческое движение в русском православии начала XX в. // Вопросы научного атеизма. — М., 1969. — Вып. 7. — С. 313—340. (соавтор: Курочкин П. К.)
- Экуменические влияния в современном русском православии // Общественная жизнь и религия. — Вып. 1. — Л., 1972.
- Православие // Большая советская энциклопедия. 1975. — Т. 20
- вступительная статья «Н. М. Никольский и его „История русской церкви“» // Никольский, Н. М. История Русской Церкви / Н. М. Никольский; [науч. ред., авт. вступ. ст. и коммент. Н. С. Гордиенко]. — Изд. 3-е. — М. : Политиздат, 1983. — 445, [3] с., [1] л. — (Библиотека атеистической литературы). — 100000 экз.
- «Православие в советском обществе. Основные этапы эволюции» // Русское православие: вехи истории / Науч.ред. А. И. Клибанов. — М.: Издательство политической литературы, 1989. — 720 с. ISBN 5-250-00246-3
- Переосмысление: за и против // Наука и религия. 1989. — № 8.
- Krech V., Tyrell H. (hrsg) Religionssoziologie um 1900 // Социологический журнал. — 1994. — № 1,2 (соавтор: Шпакова Р. П.)
- Рецензия на книгу «Ионин Л. Г. Социология культуры» // Социологический журнал. — 1997. — № 1. (соавтор: Шпакова Р. П.)
- Русская православная церковь в постсоветской России // Актуальные проблемы философии, социологии и культурологии. Учен, запис. T.V. (Вып. 2). — СПб., 2000.
- Российские свидетели Иеговы: история и современность. — СПб, 2000
- Религия в системе университетского образования и воспитания // V Царскосельские чтения. — СПб., 2001. — Т. 1. — С. 25-29.
- Поликонфессиональный Санкт-Петербург в прошлом и настоящем // Религиозная ситуация на Северо-Западе России и в странах Балтии: материалы международной научной конференции, 9-10 декабря 2002 г. / СПб. гос. ун-т. Фак. социологии, Теол. ин-т Евангел.-лютер. Церкви Ингрии на территории России, Сев.-Зап. фил. Рос. отд-ния Междунар. ассоц. религиоз. свободы; сост. и отв. ред. А. Ю. Григоренко, А. М. Прилуцкий. — Всеволожск : Невская Заря ; СПб., 2002. — С. 34-37
- Религия в системе этносов и межэтнических отношений // Материалы международной научно-практической конференции «Национально-культурное пространство и проблемы коммуникации» 25-26 октября 2007 г. Часть 1, СПб.:СПбИВЭСЭП, 2007 — С. 29-31 ISBN 978-5-7320-1027-5

книги и брошюры
- Современное православие и его идеология. — М., 1963. (соавторы: Носович В. И., Харахоркин Л. Р.)
- Современное православие / Акад. обществ, наук при ЦК КПСС. Ин-т науч. атеизма. — М. : Мысль, 1968. — 143 с. — 22 к.
- Современный экуменизм : движение за единство христианских церквей / Н. С. Гордиенко ; АН СССР. — М. : Наука, 1972. — 200 с. — (Серия «Научно-атеистическая»)
- Критика новых тенденций современного православия. — Ленинград : [б. и.], 1974. — 31 с.
- Научный атеизм : допущено Министерством высшего и среднего специального образования СССР в качестве учебника для студентов высших учебных заведений / Л. Г. Балтанов, В. И. Гараджа, Н. С. Гордиенко, М. П. Новиков, В. К. Танчер, Д. М. Угринович, И. Н. Яблоков, М. С. Беленький, Г. В. Воронцов, Б. А. Лобовик, М. П. Мчедлов, М. А. Попова, П. И. Пучков, Э. Г. Филимонов; А. Ф. Окулов ; Министерство высшего и среднего специального образования РСФСР. — 2-е изд. — М. : Политиздат, 1974. — 288 с.
- Политиканы от религии. Правда о «русской зарубежной церкви». — М.: Мысль, 1975. — 191 с. (соавторы: Комаров П. М., Курочкин П. К.)
- Чему учат с амвона. — Ленинград : Лениздат, 1975. — 175 с.
- Особенности модернизации современного русского православия. — М.: Общество «Знание» РСФСР, 1978. — 64 с. (Новое в жизни, науке, технике. Сер. «Научный атеизм», № 3) (соавтор: Курочкин П. К.)
- Православные святые: кто они?. — Ленинград : Лениздат, 1979. — 270 с.
  - Православі святі: хто вони?. — Київ : Політвидав України, 1983. — 292 с.; 20 см. — Internet Archive
- Современная идеологическая борьба и религия. — М. : о-во «Знание» РСФСР, 1980. — 40 с. — (В помощь лектору. / О-во «Знание» РСФСР, Науч.-метод. совет по пропаганде науч. атеизма). (соавтор: Новиков М. П.)
- Творческое развитие научного атеизма в теории и политике КПСС.- Л.: Общество «Знание» РСФСР, 1980
- Мистика на службе современного православия. М.:Общество «Знание» РСФСР, 1981.
- Атеизм и религия в современной борьбе идей: критика клерикального антикоммунизма. — Л.: Лениздат, 1982. — 175 с.
- «Крещение Руси»: факты против легенд и мифов: полемические заметки. — Л.: Лениздат, 1984. — 287 с. — 200000 экз.
- Эволюция русского православия (20 — 80-е гг. ХХ ст.) — М.: Знание, 1984. — 64 c.
- Мировоззренческая оценка процесса христианизации Древней Руси / О-во «Знание» РСФСР, Науч.-метод. совет отд-ния по пропаганде науч. атеизма. — М.: О-во «Знание» РСФСР, 1984. — 40 с. (Сер. «В помощь лектору»)."Повесть временных лет", «Слово о. Законе и Благодати» Илариона; «двоеверие» в Древней Руси, ереси XIV—XVI вв.
- Идеология русского православия : Критич. анализ. / [Б. А. Лобовик, Н. С. Гордиенко, Н. П. Красников и др. ; Отв. ред. Б. А. Лобовик]. — Киев: Политиздат Украины, 1986. — 197 с.
- Современное русское православие. — Л. : Лениздат, 1987. — 302 c.
  - Современное русское православие. — Л. : Лениздат, 1988. — 302 с.
- Введение христианства на Руси: домыслы буржуазно-клерикальной пропаганды. — М.: «Знание», 1987.
- Об атеизме и религии / [авт. кол.: Н. П. Андрианов, Г. В. Воронцов, Н. С. Гордиенко]; [сост. О. С. Кузин]. — [Л.] : Лениздат, 1987. — 70, [1] с. — (Б-чка политинформатора «Вопрос-ответ»).
- Православие: Словарь атеиста / Под ред. Н. С. Гордиенко. — М.: Политиздат, 1988. — 272 с.
- Русское православие: вехи истории / Авторы глав: «Церковь в Древней Руси (До конца XIII в.)» — Я. Н. Щапов; «Церковь в обществе развитого феодализма (XIV—XVI вв.)» —  А. М. Сахаров, А. А. Зимин, В. И. Корецкий; «Русская православная церковь в XVII веке» — М. Я. Волков, «Церковь в дворянской империи (XVIII в.)» — П. Г. Рындзюнский, «Русское православие в XIX веке» — Б. Г. Литвак; «Церковь в период трех российских революций» — П. Н. Зырянов; «Миссионерская деятельность церкви (Вторая половина XIX в.—1917 г.)» — Н. А. Смирнов; «Цензурная политика церкви в XIX — начале XX в.» — Г. С. Лялина; «Землевладение русской православной церкви и ее хозяйственно-экономическая деятельность (XI—начало XX в».)» — Я. Е. Водарский; «Народные противоцерковные движения» — А. И. Клибанов; «Православие в современном обществе. Основные этапы эволюции» — Н. С. Гордиенко (С. 617—691). Науч. ред., глава авт. коллектива, авт. вступ. ст. и послесл. А. И. Клибанов. - М. : Политиздат, 1989. - 719,[1] с. : ил.; 21 см.; ISBN 5-250-00246-3 (В пер.) : 2 р. 90 к. /
- Обречённые. О русской эмигрантской псевдоцеркви. — М.: Лениздат, 1988. — 207 c. (соавторы: Комаров П. М.)
- Основы научного атеизма : учебное пособие для педагогических институтов. — М.: Просвещение, 1988. — 304 с. — ISBN 5-09-000550-8:1.20
- Основы научного атеизма: Учеб. для сред. спец. учеб. заведений / Н. С. Гордиенко, Ю. И. Москалёв, В. Н. Никитин и др.; Под ред. Н. С. Гордиенко. — 4-е изд., перераб. и доп. — М.: Высшая школа, 1989. — 224 с.
- Кто такой Иоанн Кронштадтский. — СПб.: Ленингр. орг. о-ва «Знание» РСФСР, 1991. — 17 с.
- Новые православные святые. — Киев, 1991. — 337 с.
- География религий. Сборник авторских программ для 10-11 кл. профильных школ. — М.: Просвещение, 1994 (соавтор: Гладкий Ю. Н.)
- Сущность религии и её исторические формы : Пособие для преподавателей. — СПб. : Учеб.-метод. центр «Веды», 1995. — 31 с.
- Национальные религии : Пособие для преподавателей. — СПб. : Учеб.-метод. центр «Веды», 1995. — 39 с. — (Серия «История религии»).
- Новые религиозные культы. СПб, 1995
- Школьный философский словарь: Горбунова Т. В., Гордиенко Н. С., Карпунин В. А. и др. / Н. С. Гордиенко. — [Б. м.] : «Просвещение», АО «Учебная литература», 1995. — 399 с. — ISBN 5-09-004959-9
  - Школьный философский словарь / Т. В. Горбунова, Н. С. Гордиенко, В. А. Карпунин и др.; Общ. ред., сост. и вступ. ст. А. Ф. Малышевского. — М.: Просвещение: Учеб. лит., 2005. — 399 с.
- Бахаизм. Новые религиозные культы. Религия в системе духовной культуры: Пособие для преподавателей / Ком. по образованию Мэрии Санкт-Петербурга. — СПб.: Учеб.-метод. центр «Веды», 1995 37 с.
- Новые религиозные культуры: Бахаизм: религия в системе духовной культуры. — Пособие для преподавателей. СПб., 1995. — Серия «История религий».
- Основы религиоведения: Учебное пособие. 2-е изд. — СПб.: ЛГОУ, 1997;
- Экспертное заключение по религиозной организации «Свидетели Иеговы» СПб., 06.04.1998 г.
- Гордиенко Н. С., Никитин В. Н., Кудряшов В. М. Религиоведческий анализ. СПб., 1998 г.
- Основы научного атеизма: Учеб. Пособие для студентов пед. ин-тов. — М.: Просвещение, 1999. — 304 с.
- Памяти В. П. Тугаринова // Тугариновские чтения. Материалы научной сессии. Серия «Мыслители», выпуск 1. — СПб.: Санкт-Петербургское философское общество, 2000. — С. 21-22.
- Социо-гуманитарное исследование 24 выпусков журнала Свидетелей Иеговы за 2006 год и 12 номеров «Пробудитесь!» за 2006 год. (22 марта 2007 г.)
- Религиоведческая характеристика саентологической церкви или церкви саентологии (недоступная ссылка) СПб, 2002. (см. также Гордиенко, Н. С. Религиоведческая характеристика саентологической Церкви (Церкви Саентологии) / Н. С. Гордиенко. — С.33-36 в сб. Свобода совести в России: исторический и современный аспекты : сб. ст. / Рос. Об-ние Исслед. Религии. — М. : [б. и.], 2007 — .[Вып. 7 / редкол.: М. И. Одинцов (пред.), Н. И. Шемелёва, Л. А. Ли]. — 2009. — 395 с. — 3000 экз. — ISBN 978-5-98187-354-6)
- Религиоведческая экспертиза на книгу «Человечество в поисках бога», 2006 г., 384 с.